# Бугай (Горлицький повіт)
Бугай (пол. Bugaj) — село в Польщі, у гміні Беч Горлицького повіту Малопольського воєводства.
Населення — 459 осіб (2011).
У 1975-1998 роках село належало до Кросненського воєводства.

## Демографія
Демографічна структура станом на 31 березня 2011 року:
|          | Загалом | Допрацездатний вік | Працездатний вік | Постпрацездатний вік |
| -------- | ------- | ------------------ | ---------------- | -------------------- |
| Чоловіки | 240     | 51                 | 166              | 23                   |
| Жінки    | 219     | 49                 | 120              | 50                   |
| Разом    | 459     | 100                | 286              | 73                   |